# Modèle LUTI
 (novembre 2016).
Un modèle LUTI (Land Use and Transport Interaction) est un programme de simulation informatique conçu pour l’aide à la décision en urbanisme et en aménagement du territoire. Sa particularité est de traiter conjointement, c’est-à-dire de manière intégrée, les problématiques liées à l’occupation du sol (étalement urbain, localisation des activités, etc.) et au transport et aux mobilités (modes de déplacements, trafic, etc).

## Historique
On peut considérer que le premier modèle de type LUTI est apparu en 1964 aux États-Unis avec « Metropolis », directement dérivé du modèle de Lowry, mais c’est véritablement à l’aube des années 1980 que se développent les modèles d’interaction entre transports et usages des sols. Ils émanent de différents centres de recherche : les laboratoires américains en sont les principaux initiateurs, mais ils partagent ce rôle avec le continent sud-américain, notamment au Venezuela avec le modèle Tranus en 1982 et au Chili avec le modèle Mussa en 1992. Les modèles LUTI trouvent ainsi leurs racines historiques dans le monde américain et son aire d’influence de l’époque, auquel s’ajoutent quelques contributions européennes, notamment le modèle Irpud développé en Allemagne pour la ville de Dortmund, ou asiatiques, avec le modèle Rurban développé au Japon.

## Fondements théoriques
L’émergence des modèles LUTI est issue d’un constat : pour la majorité des chercheurs et des décideurs impliqués dans les questions d’aménagement du territoire, il est à peu près clair depuis les années 1980 que les politiques de transport et la planification de l’urbanisation sont les deux faces d’une même pièce, et qu’elles doivent être intégrées et prises en compte comme les éléments interdépendants d’une même boucle de rétroaction.

### Interactions urbanisation/transport
La boucle des interactions entre occupation du sol et transport, dessinée par M. Wegener et F. Fürst, sert de référence à quasiment tous les modèles LUTI : l’urbanisation n’est possible que dans les lieux qui sont accessibles ; pour rendre ces lieux accessibles, il est nécessaire de les doter d’un réseau de transport ; la construction d’un réseau de transport les rend plus attractifs ; cette attractivité conduit à leur densification et à l’urbanisation de leurs alentours ; la densification provoque une nouvelle demande de transport ; qui conduit à une nouvelle urbanisation ; et ainsi de suite…

### Aide à la décision
Partant de la boucle de Wegener, les modèles LUTI sont les outils qui permettent de simuler les interactions entre occupation du sol et transport et de développer des scénarios prospectifs pour les aménagements futurs, en tenant compte des effets de retard et des conséquences contre-intuitives qu’ils pourraient engendrer au sein des systèmes urbain. La littérature consacrée à ce sujet montre en effet qu’ils sont censés répondre à trois objectifs complémentaires mais bien différenciés :
- évaluer les options stratégiques en matière d’infrastructures de transport et de développement résidentiel, commercial ou industriel ;
- fonder cette évaluation sur des critères objectivés de développement durable (émissions liées aux transports, impacts environnementaux, qualité et diversité des cadres de vies) ;
- discuter de cette évaluation et de ces options dans le cadre d’un débat ouvert, illustré par des résultats prospectifs tangibles.

Par définition, les modèles LUTI se situent donc à la croisée des principaux objectifs de l’aménagement du territoire, et il n’est pas étonnant que leur usage se soit largement développé à partir des avancées réalisées en économie, en géographie, en psychologie ou en géomatique depuis la fin des années 1970 et le début des années 1980. 

## Fondements méthodologiques
À l’échelle internationale, le développement méthodologique et opérationnel des modèles LUTI a presque immédiatement fait l’objet d’une observation globale et collaborative permettant de suivre, d’évaluer et de situer ces modèles les uns par rapport aux autres. C’était notamment l’objectif de l’étude Isgluti complétée par les programmes Spartacus et Propolis.

### Une grande diversité de méthodes
D’un point de vue méthodologique, la plupart des modèles LUTI sont fondés sur la théorie économique et s’appuient sur la maximisation de l’entropie pour modéliser les processus spatiaux à une échelle très agrégée, ou sur la théorie de l’utilité aléatoire qui permet une modélisation plus fine à l’échelle des individus. Au courant des années 1990, grâce à la puissance accrue des ordinateurs et à la généralisation des systèmes d'information géographique, cette approche désagrégée a été complétée par les techniques de micro-simulation, notamment au sein des modèles Delta et Urbansim. Tout en se poursuivant aux États-Unis, ce développement s’étend alors au delà de l’espace anglo-saxon, notamment en France, avec la mise à disposition des premiers logiciels (dont certains sous licence libre comme Tranus ou Urbansim). À partir des années 2000, elle permettra une généralisation du recours à la modélisation LUTI pour traiter les problématiques d’aménagement les plus complexes. 
Si les modèles LUTI reposent tous sur des bases à peu près communes, ils présentent aujourd’hui une grande diversité structurelle et méthodologique qui rend leur comparaison et leur typologie difficile. Une opposition classique consiste à distinguer les modèles agrégés et les modèles désagrégés, c’est-à-dire la manière avec laquelle ils traitent la question de l’échelle d’analyse et de représentation des données pour modéliser les interactions spatiales.

### Les modèles agrégés
Dans les modèles LUTI agrégés, les territoires sont généralement représentés par un ensemble de zones, plus ou moins grandes selon les résultats escomptés: l’étude d'impact d’une implantation de gare nécessite un zonage fin (carroyage à 100 ou 200 mètres par exemple), alors que l’analyse des effets généraux d’une politique de transport ou d’urbanisation à l’échelle d’une région entière peut se contenter d’espaces plus agrégés (commune, aire urbaine, département). De nombreux modèles ont ainsi choisi de traiter les problématiques de l’aménagement à une échelle agrégée meso, avec des résultats donnés pour une taille moyenne de zones et pour des agrégats de ménages ou d’industries. Dès lors, les simulations produites se fondent presque automatiquement sur l’hypothèse que tous les agents agrégés au sein d’un même groupe sont supposés avoir le même comportement. En revanche, dans les modèles désagrégés (qui sont plus récents), le traitement de données individuelles se fait à une échelle très fine qui répond à une nouvelle exigence conceptuelle. Elle invite à traiter le problème à l’échelle des individus et non plus du groupe auquel ils appartiennent, comme c’est par exemple le cas dans le modèle MobiSim. Cette approche renouvelée doit théoriquement permettre de mieux capter l’hétérogénéité des comportements, et d’éviter les confusions entre ce qui relève du groupe et ce qui relève des individus (problème de l’erreur écologique).

### Les modèles désagrégés
Les modèles LUTI se sont peu à peu tournés vers les techniques de micro-simulation à base de population synthétique en s’appuyant notamment sur les méthodes de Monte-Carlo et les modèles de choix discrets. Au niveau spatial, le découpage régulier de l’espace sous la forme d’une grille, dont l’efficacité a été montrée par la cartographie par carroyage, la télédétection ou les automates cellulaires, s’est également révélé pertinent pour la modélisation des systèmes urbains à une échelle fine. Le couplage entre un espace cellulaire et la micro-simulation a pu être approfondi et complexifié à travers l’usage des systèmes multi-agents, intégrant des modèles de mobilité désagrégés et des réseaux de transport formalisés selon la logique de la théorie des graphes. Outre la prise en compte de la dimension individuelle des comportements, l’intégration d’une population synthétique à base d'activités telle qu’elle a été utilisée par les études d'espace-temps a également permis de différencier les déplacements durant une journée, en décomposant les trajets des individus par destination pour mieux retracer leurs pérégrinations quotidiennes (accompagnement des enfants à l’école, puis travail, puis achats, etc.), par tranches horaires, voire à la minute. De même, en modélisant les interactions entre les individus, les systèmes multi-agents ont ouvert la voie à une meilleure ventilation spatio-temporelle du trafic, et donc à une meilleure simulation des phénomènes de congestion des véhicules sur les réseaux.[réf. nécessaire]
Dans leur dernière génération, les modèles LUTI offrent ainsi des possibilités de simulation relativement réalistes et plutôt cohérentes vis-à-vis de ce que l’on sait des spécificités des comportements individuels, des interactions et des boucles de rétroactions multiples qui interviennent au sein des systèmes urbains. Appuyés sur un corpus méthodologique suffisamment souple, riche et varié, les modèles LUTI permettent aujourd'hui d’intégrer un ensemble très hétérogène d’éléments conceptuels et techniques. Ils apparaissent actuellement comme des solutions synthétiques avancées pour répondre aux questionnements de l’aménagement durable des territoires.

## Liste des modèles LUTI
Cette liste n’est pas exhaustive, mais elle recense la majorité des modèles LUTI aujourd’hui connus dans le monde. 
- CUFM California Urban Futures Model (États-Unis)
- DELTA Land-use/economic modelling package (États-Unis)
- ILUTE Integrated Land Use, Transportation, Environment modelling (Canada)
- IMREL Integrated Model of Residential and Employment Location (Suède)
- ITLUP Integrated Transportation and Land Use Package (États-Unis)
- LILT Leeds Integrated Land-Use/Transport model (Royaume Uni)
- MARS  Metropolitan Activity Relocation Simulator (Autriche)[18]
- MEPLAN Package for modelling the spatial economies of cities or regions (Canada)
- METROSIM Land-use and transport model developed for the New York Area (États-Unis)
- MOBISIM Agent-Based Mobility Simulation (France)[15]
- MUSSA Mathematical model of the Urban real Estate Market (Chili)
- PECAS Production, Exchange and Consumption Allocation System (Canada)
- PIRANDELLO Global urban Model for the Paris Metropolitan area (France)
- POLIS Projective Optimization Land Use Information System (États-Unis)
- RURBAN Random-Utility urban Model (Japon)
- SIMBAD SImuler les MoBilités pour une Agglomération Durable (France)
- STASA Master-equation based transport and urban/regional model (Allemagne)
- TLUMIP Oregon Transport and Land Use Model Integration Program (États-Unis)
- TRANUS Transport and land-use model (Venezuela)[2]
- TRESIS Transportation and Environment Strategy Impact Simulator (Australie)
- UrbanSim (en) Microeconomic model of location choice of households and firms (États-Unis)